# Villar del Humo (kommunhuvudort)
Villar del Humo är en kommunhuvudort i Spanien.   Den ligger i provinsen Provincia de Cuenca och regionen Kastilien-La Mancha, i den centrala delen av landet, 190 km öster om huvudstaden Madrid. Villar del Humo ligger 975 meter över havet och antalet invånare är 354.
Terrängen runt Villar del Humo är lite kuperad.  Trakten runt Villar del Humo är nära nog obefolkad, med mindre än två invånare per kvadratkilometer. Närmaste större samhälle är Carboneras de Guadazaón, 14,3 km väster om Villar del Humo. 